# Chisago County
Chisago County er et county i den amerikanske delstat Minnesota. Amtet ligger i de østlige del af delstaten og grænser op mod Pine County i nord, Washington County i syd, Anoka County i sydvest, Isanti County i vest og mod Kanabec County i nordvest. Amtet grænser også op imod delstaten Wisconsin i øst.
Chisago totale areal er 1.146 km² hvoraf 64 km² er vand. I 2000 havde amtet 41.101 indbyggere: Amtets administration ligger i byen Center City. 
Amtet er som mange andre i Minnesota influeret af de mange svenske indvandrerne som slog sig ned fra midten af 1800-tallet. Det var her Vilhelm Moberg gjorde sine forhåndsstudier for romanserien Udvandrerne i 1950'erne. De fiktive karakterer Karl-Oskar og Kristina Nilsson fra Ljuder i Småland slog sig ned ved søen Ki-Chi-Saga som senere fået navnet Lake Chisago. Arven efter "nybyggerne" hædres årligt med Karl Oskar Days i byen Lindstrom. 
Amtet har fået sit navn efter den største sø i amtet, Lake Chisago.
45°30′N 92°54′V / 45.500°N 92.900°V